# Holderbank (Argòvia)
Holderbank és un municipi suís del cantó d'Argòvia, entre Zúric i Basilea.
Té una superfície, a partir del 2009, de 2,32 quilòmetres quadrats. D'aquesta superfície, 0,44 km²  o el 19,0% s'utilitza amb finalitats agrícoles, mentre que 0,84 km² (0,32 milles quadrades) o el 36,2% són boscos. De la resta del terreny, 0,71 km² o 30,6 % estan poblats (edificis o carreteres), 0,16 km²  o 6,9 % són rius o llacs i 0,17 km² el 7,3 % és terra improductiva.
Els nuclis propers més importants són Aarau i Brugg als quals té connexió directa en tren. En aquest municipi té origen l'empresa cimentera Holderbank Zement und Beton, que al llarg dels anys esdevingué HOLCIM un dels líders mundial en la producció de ciment i de materials de construcció.
De la superfície construïda, les naus industrials representaven el 6,5% de la superfície total, mentre que els habitatges i els edificis representaven el 10,8% i les infraestructures de transport el 8,2%. Les infraestructures elèctriques i hídriques, així com altres àrees urbanitzades especials, representaven el 3,9% de la superfície, mentre que els parcs, cinturons verds i camps esportius representaven l'1,3%. Dels terrenys boscosos, el 32,8% de la superfície total del sòl està molt boscós i el 3,4% està cobert d'horts o petits grups d'arbres. De les terres agrícoles, el 6,0% s'utilitza per al cultiu i el 12,1% són pastures. Tota l'aigua del municipi és als rius i rieres. De les zones improductives, el 3,4% és vegetació improductiva i el 3,9% és massa rocosa per a la vegetació.

## Història
Els descobriments arqueològics indiquen que la zona al voltant de Holderbank ha estat ocupada des del Neolític . Els descobriments inclouen; elements individuals tant del Neolític com de l'edat del bronze, ruïnes i ceràmiques de l'època romana i tombes alamanes. El municipi modern de Holderbank s'esmenta per primera vegada el 1259 com a Halderwange, tot i que és d'una còpia de l'original del segle XIV. Al voltant de 1273 va ser esmentat com de Halderwanch. Parts del poble eren propietat de l'abadia de Murbach, encara que van vendre les seves propietats als Habsburg el 1291. Els Habsburg van transferir ràpidament la terra al voltant de Holderbank als seus vassalls, la família von Wildegg. A més de la terra, els von Wildegg també van adquirir el dret a una justícia baixa al poble.
L'església parroquial de Holderbank s'esmenta per primera vegada l'any 1275. Va servir d'església funerària per als Twingherren de Wildegg. També van tenir els drets per cobrar els impostos de l'església fins al 1805 quan van cedir aquests drets al cantó. Després de la Reforma, el 1565 els pobles de Möriken i Wildegg van passar a formar part de la parròquia de Holderbank . El 1701-02 l'església actual va ser construïda per Samuel Jenner.
El municipi sembla que inicialment era petit. Només hi havia 10 xemeneies registrades el 1559 i només 11 el 1653. El 1595-96 no és clar si Holderbank es considerava un poble o només una granja. Els habitants vivien principalment de l'agricultura, tot i que els Aar sovint s'emportaven les seves terres. Fins al segle XIX hi havia vinyes al poble (unes 10 hectàrees el 1764 i 19 hectàrees el 1880). Als segles XVIII i XIX, el processament tèxtil va proporcionar una oportunitat addicional d'ingressos. Des del 1835 fins al 1890 aproximadament hi va haver una indústria d'impressió de cotó.
El 1858 es va construir una línia de ferrocarril a través del poble, tot i que només el 1999 es va afegir una estació de tren. L'any 1912 es va construir una fàbrica de processament de calç i una de ciment pòrtland. L'any 1933 es va fundar una fàbrica de terrissa, que va produir fins als anys setanta. L'any 1950 les tres quartes parts de la mà d'obra treballaven al sector industrial, mentre que l'any 2000 aproximadament les tres quartes parts treballaven al sector serveis.

## Escut d'armes
El blasó de l'escut municipal és de gueules, un saüc pròpiament dit d'un banc circular d'argent. Aquest és un exemple de canting amb el saüc (alemany: Holunder) i el banc (alemany: Bank) simbolitzant el nom del municipi."